# Isotes distinguenda
Isotes distinguenda es una especie de insecto coleóptero de la familia Chrysomelidae.
Fue descrita científicamente por Martin Jacoby en 1887.